# Giro di Romandia 1978
Il Giro di Romandia 1978, trentaduesima edizione della corsa, si svolse dal 2 al 7 maggio su un percorso di 790 km ripartiti in 5 tappe (la seconda suddivisa in due semitappe) e un cronoprologo, con partenza a Ginevra e arrivo a Thyon. Fu vinto dall'olandese Johan van der Velde della Ti-Raleigh-Mc Gregor davanti al suo connazionale Hennie Kuiper e al belga Johan De Muynck.

## Tappe
| Tappa  | Data     | Percorso                                | km  | Vincitore di tappa  | Leader cl. generale |
| ------ | -------- | --------------------------------------- | --- | ------------------- | ------------------- |
| Prol.  | 2 maggio | Ginevra > Ginevra (cron. individuale)   | 0   | Bruno Wolfer        | Bruno Wolfer        |
| 1ª     | 3 maggio | Ginevra > Yverdon-les-Bains             | 179 | Johan van der Velde | Johan van der Velde |
| 2ª-1ª  | 4 maggio | Yverdon-les-Bains > Murten              | 92  | Pierino Gavazzi     | Johan van der Velde |
| 2ª-2ª  | 4 maggio | Lugnorre > Lugnorre (cron. individuale) | 23  | Daniel Gisiger      | Hennie Kuiper       |
| 3ª     | 5 maggio | Murten > Delémont                       | 171 | Francis Campaner    | Hennie Kuiper       |
| 4ª     | 6 maggio | Delémont > Montreux                     | 195 | Roger Legeay        | Hennie Kuiper       |
| 5ª     | 7 maggio | Montreux > Thyon                        | 128 | Johan van der Velde | Johan van der Velde |
| Totale | Totale   | Totale                                  | 790 |                     |                     |

## Dettagli delle tappe

### Prologo
- 2 maggio: Ginevra > Ginevra (cron. individuale) – 0 km

| Pos. | Corridore          | Squadra    | Tempo |
| ---- | ------------------ | ---------- | ----- |
| 1    | Bruno Wolfer       | Zonca      |       |
| 2    | Klaus-Peter Thaler | TI-Raleigh |       |
| 3    | Guido Van Calster  | C&A        |       |

| Pos. | Corridore          | Squadra    | Tempo |
| ---- | ------------------ | ---------- | ----- |
| 1    | Bruno Wolfer       | Zonca      |       |
| 2    | Klaus-Peter Thaler | TI-Raleigh |       |
| 3    | Guido Van Calster  | C&A        |       |

### 1ª tappa
- 3 maggio: Ginevra > Yverdon-les-Bains – 179 km

| Pos. | Corridore                 | Squadra    | Tempo |
| ---- | ------------------------- | ---------- | ----- |
| 1    | Johan van der Velde       | TI-Raleigh |       |
| 2    | Pierre-Raymond Villemiane | Renault    |       |
| 3    | Paul Wellens              | TI-Raleigh |       |

| Pos. | Corridore           | Squadra    | Tempo |
| ---- | ------------------- | ---------- | ----- |
| 1    | Johan van der Velde | TI-Raleigh |       |

### 2ª tappa - 1ª semitappa
- 4 maggio: Yverdon-les-Bains > Murten – 92 km

| Pos. | Corridore           | Squadra   | Tempo |
| ---- | ------------------- | --------- | ----- |
| 1    | Pierino Gavazzi     | Zonca     |       |
| 2    | Guido Van Calster   | C&A       |       |
| 3    | Giuseppe Martinelli | Magniflex |       |

| Pos. | Corridore           | Squadra    | Tempo |
| ---- | ------------------- | ---------- | ----- |
| 1    | Johan van der Velde | TI-Raleigh |       |

### 2ª tappa - 2ª semitappa
- 4 maggio: Lugnorre > Lugnorre (cron. individuale) – 23 km

| Pos. | Corridore      | Squadra       | Tempo  |
| ---- | -------------- | ------------- | ------ |
| 1    | Daniel Gisiger | Lejeune-BP    | 32'46" |
| 2    | Hennie Kuiper  | TI-Raleigh    | a 7"   |
| 3    | Knut Knudsen   | Bianchi-Faema | a 10"  |

| Pos. | Corridore     | Squadra    | Tempo |
| ---- | ------------- | ---------- | ----- |
| 1    | Hennie Kuiper | TI-Raleigh |       |

### 3ª tappa
- 5 maggio: Murten > Delémont – 171 km

| Pos. | Corridore         | Squadra    | Tempo |
| ---- | ----------------- | ---------- | ----- |
| 1    | Francis Campaner  | Peugeot    |       |
| 2    | Jean-Marie Michel | Lejeune-BP |       |
| 3    | Sean Kelly        | Flandria   |       |

| Pos. | Corridore     | Squadra    | Tempo |
| ---- | ------------- | ---------- | ----- |
| 1    | Hennie Kuiper | TI-Raleigh |       |

### 4ª tappa
- 6 maggio: Delémont > Montreux – 195 km

| Pos. | Corridore     | Squadra    | Tempo |
| ---- | ------------- | ---------- | ----- |
| 1    | Roger Legeay  | Lejeune-BP |       |
| 2    | Ward Janssens | C&A        |       |
| 3    | Sean Kelly    | Flandria   |       |

| Pos. | Corridore     | Squadra    | Tempo |
| ---- | ------------- | ---------- | ----- |
| 1    | Hennie Kuiper | TI-Raleigh |       |

### 5ª tappa
- 7 maggio: Montreux > Thyon – 128 km

| Pos. | Corridore           | Squadra    | Tempo |
| ---- | ------------------- | ---------- | ----- |
| 1    | Johan van der Velde | TI-Raleigh |       |
| 2    | Guido Van Calster   | C&A        |       |
| 3    | Pierre Bazzo        | Lejeune-BP |       |

| Pos. | Corridore           | Squadra       | Tempo     |
| ---- | ------------------- | ------------- | --------- |
| 1    | Johan van der Velde | TI-Raleigh    | 21h11'50" |
| 2    | Hennie Kuiper       | TI-Raleigh    | a 2'08"   |
| 3    | Johan De Muynck     | Bianchi-Faema | a 2'22"   |

## Classifiche finali

### Classifica generale
| Pos. | Corridore                 | Squadra                   | Tempo     |
| ---- | ------------------------- | ------------------------- | --------- |
| 1    | Johan van der Velde       | Ti-Raleigh-Mc Gregor      | 21h11'50" |
| 2    | Hennie Kuiper             | Ti-Raleigh-Mc Gregor      | a 2'08"   |
| 3    | Johan De Muynck           | Bianchi-Faema             | a 2'22"   |
| 4    | Mariano Martínez          | Jobo-Superia-La Roue d'Or | a 2'55"   |
| 5    | Fausto Bertoglio          | Selle Royal-Inoxpran      | s.t.      |
| 6    | Godi Schmutz              | Willora-Piz Buin          | a 3'16"   |
| 7    | Michel Laurent            | Peugeot-Esso-Michelin     | a 3'44"   |
| 8    | Pierre-Raymond Villemiane | Renault-Gitane            | a 4'06"   |
| 9    | Yves Hézard               | Peugeot-Esso-Michelin     | a 4'14"   |
| 10   | Bruno Wolfer              | Zonca                     | a 5'22"   |